# Cesarski piekarz
Cesarski piekarz (cz. Císařův pekař a pekařův císař) – dwuczęściowa czechosłowacka komedia historyczna fantasy z 1952 roku. Akcja filmu rozgrywa się za panowania Rudolfa II, cesarza rzymskiego i został nakręcony w kolorze (nie jest to typowe dla filmów czechosłowackich w tym okresie), ze względu na międzynarodową premierę. To jeden z najbardziej znanych filmów Jana Wericha, który gra podwójną rolę cesarza Rudolfa i piekarza Matěja.
Dystrybucją na terenie Polski zajmowała się Centrala Wynajmu Filmów.

## Obsada
- Jan Werich –
  - cesarz Rudolf II,
  - piekarz Matěj Kotrba
- Marie Vášová – hrabina Kateřina Stradová
- Nataša Gollová – Kateřina vel Sirael
- Bohuš Záhorský – szambelan Filip Lang
- Jiří Plachý – Edward Kelley
- Zdeněk Štěpánek – marszałek Bernard Russworm
- František Filipovský – astrolog nadworny
- František Černý – alchemik Jeroným Alessandro Scotta
- Václav Trégl – osobisty sługa cesarza
- Vladimír Leraus – delegat węgierski
- Miloš Nedbal – lekarz sądowy
- Bohuš Hradil – Tycho Brahe
- František Holar – dowódca straży

## Produkcja
Jan Werich i Jiří Voskovec próbowali nakręcić film na podstawie swojej sztuki Golem w latach trzydziestych. Ten film ostatecznie stał się Le Golem wyreżyserowany przez Juliena Duviviera, który w znaczący sposób przeredagował scenariusz i zmienił go w horror. Werich powrócił do tego tematu w latach pięćdziesiątych i wraz z Jiřim Brdečką napisał scenariusz. Pierwotnie reżyserował Jiří Krejčík, ale po sporach z Werichem Krejčík został zastąpiony przez Martina Friča. Cały film został nakręcony w Studiu Barrandov. Był to trzeci pełnometrażowy, czechosłowacki film kolorowy po Janie Rohaczu z Dube i Temno. Został nakręcony na taśmie Eastmancolor i Agfacolor. Kostiumy powstały według projektów Jiříego Trnki.

## Premiera
Cesarski piekarz miał premierę 4 stycznia 1952 roku jako dwuczęściowy film, trwający 144 minut.

### Wersja międzynarodowa
Przygotowano 112-minutową jednoczęściową wersję międzynarodową, w której wycięto większość scen o charakterze propagandowym. Z powodzeniem był dystrybuowany w wielu krajach, w tym we Włoszech, RFN, NRD, Szwecji, Stanach Zjednoczonych, Wielkiej Brytanii, Finlandii, Francji, Belgii czy Argentynie.